# Специальное вещевое имущество

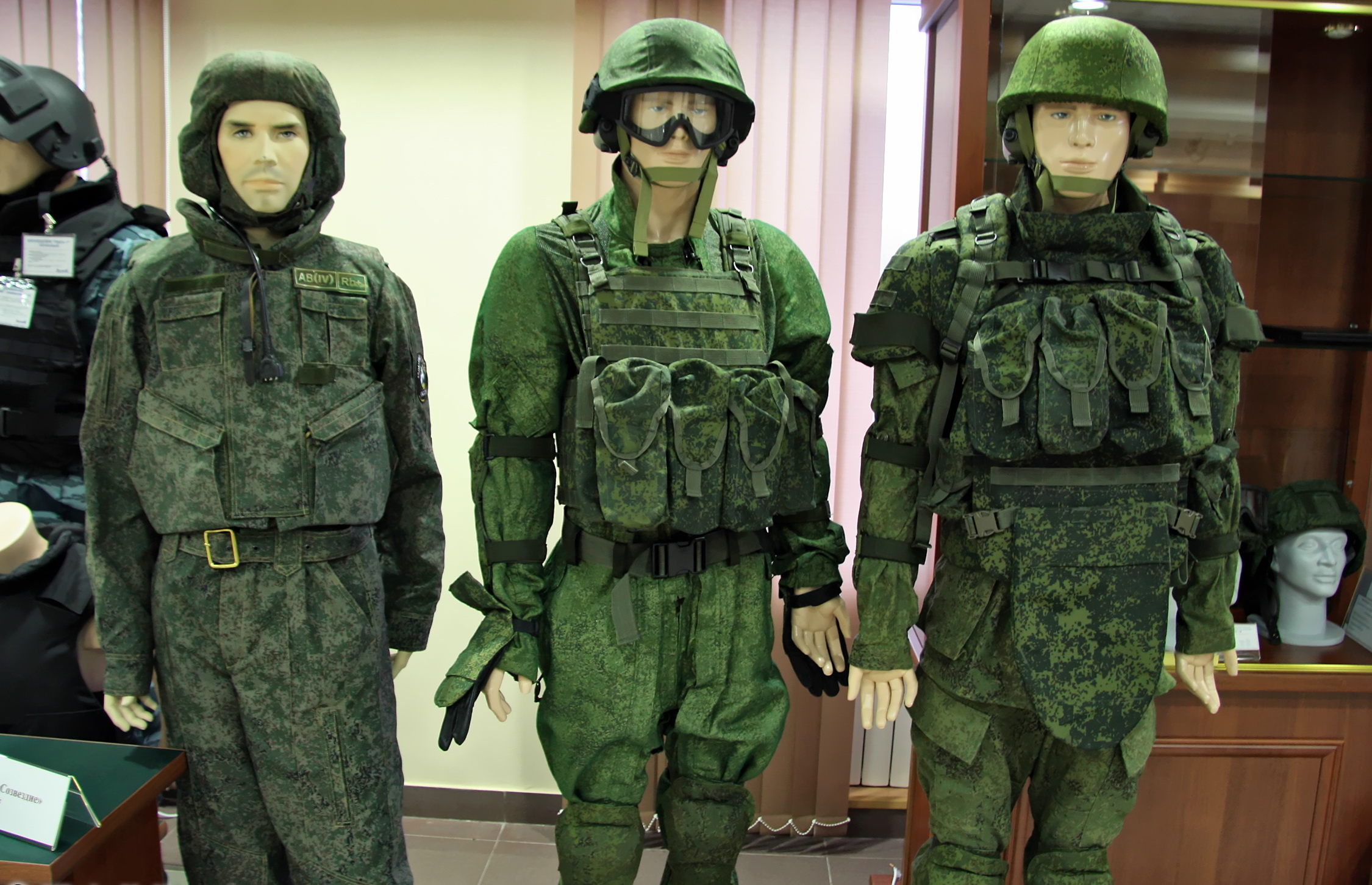
Специальное вещевое имущество, средства индивидуальной защиты и снаряжение, слева направо: защитный костюм 6Б15 или «Ковбой», боевой комплект 6Б21 или «Пермячка» и индивидуальная экипировки «Бармица».

Специальное вещевое имущество или специальное обмундирование — индивидуальное вещевое имущество военнослужащих в Вооружённых Силах СССР и России, предназначенное для специального применения в повседневной деятельности.
Под специальным вещевым имуществом понимается инвентарное имущество, предназначенное для защиты военнослужащих от неблагоприятных воздействий окружающей среды и обеспечения выполнения ими должностных и специальных обязанностей, кроме иного имущества, относящегося к вещевому имуществу.
Инвентарное вещевое имущество не является предметами личного пользования, и, как правило, выдаётся военнослужащему во временное пользование, на определённый соответствующими приказами срок носки (эксплуатации), за исключением отдельных предметов, предусмотренных нормами снабжения. Нормы снабжения специальным вещевым имуществом регулируются приказом министра обороны и другими руководящими документами, зависят от военно-учётной специальности каждого конкретного военнослужащего и полностью привязаны к местным климатическим условиям дислокации формирования.
Замена элементов и изделий специального военного имущества на новое производится только при условии сдачи на склад выношенного по срокам специмущества. Отдельные предметы бывшего в употреблении специального обмундирования при увольнении военнослужащего по контракту с действительной военной службы могут передаваться в личное пользование, при условии выплаты в довольствующий орган (вещевая служба формирования) его денежной остаточной стоимости.

## История
Специальное обмундирование и снаряжение стало появляться на заре внедрения в вооружённых силах многих государств и стран технически сложных транспортных средств, ввиду того, что стандартная форма одежды была неудобна при эксплуатации и ремонте вооружения и военной техники.
Так, Приказом Народного комиссара обороны Союза ССР, от 24 декабря 1929 года на снабжение в РККА в качестве специального обмундирования была принята кожаная куртка, использовавшаяся в первую очередь военнослужащими танковых частей механизированных войск.
Кожаные куртки также вошли в комплект специального обмундирования пилотов. Развитие полярной авиации потребовало разработки обмундирования, которое поддерживало работоспособность лётного состава при дальних перелётах и приземлении в районах Крайнего Севера — меховых курток, унтов, теплого белья.

## Специальная форма военнослужащих танковых войск
Приказ Министра обороны Союза ССР № 92, от 27 апреля 1972 года вводил на снабжение военнослужащих танковых войск:
- Костюм хлопчатобумажный летний для танкистов, из ткани чёрного цвета:
  - куртку однобортную чёрного цвета с погонами на пуговицах, с двумя накладными нагрудными карманами (левый карман предназначен для пистолета и застёгивается на молнию);
  - брюки прямого покроя с тканевым поясом и четырьмя прорезными карманами;
- Костюм ватный хлопчатобумажный для танкистов (зимний):
  - куртка однобортная на вате с погонами, с воротником из искусственного меха, с пристегивающимся капюшоном и потайной застежкой переда на пуговицы;
  - брюки прямого покроя на вате, с высоким стеганым поясом и со штрипками в низках. На передних половинках брюк два прорезных кармана с клапанами;
- Берет шерстяной из ткани чёрного цвета;
- Шлемофон танковый (ТШ).
Примечание: Согласно приказу № 92 на летних и зимних куртках от танковых комплектов полагалось носить погоны как офицерам, так и солдатам. На практике погоны на танковых куртках носились достаточно редко.

С 1 августа 2012 года началось постепенное внедрение специальной танковой формы под индексом 6Б15, которая включает противоосколочный броневой жилет, огнеупорный комбинезон и противоосколочную накладку на стандартный танковый шлемофон.
С 1982 года в ВС СССР были введены комплекты специальной одежды для танкистов защитного цвета.

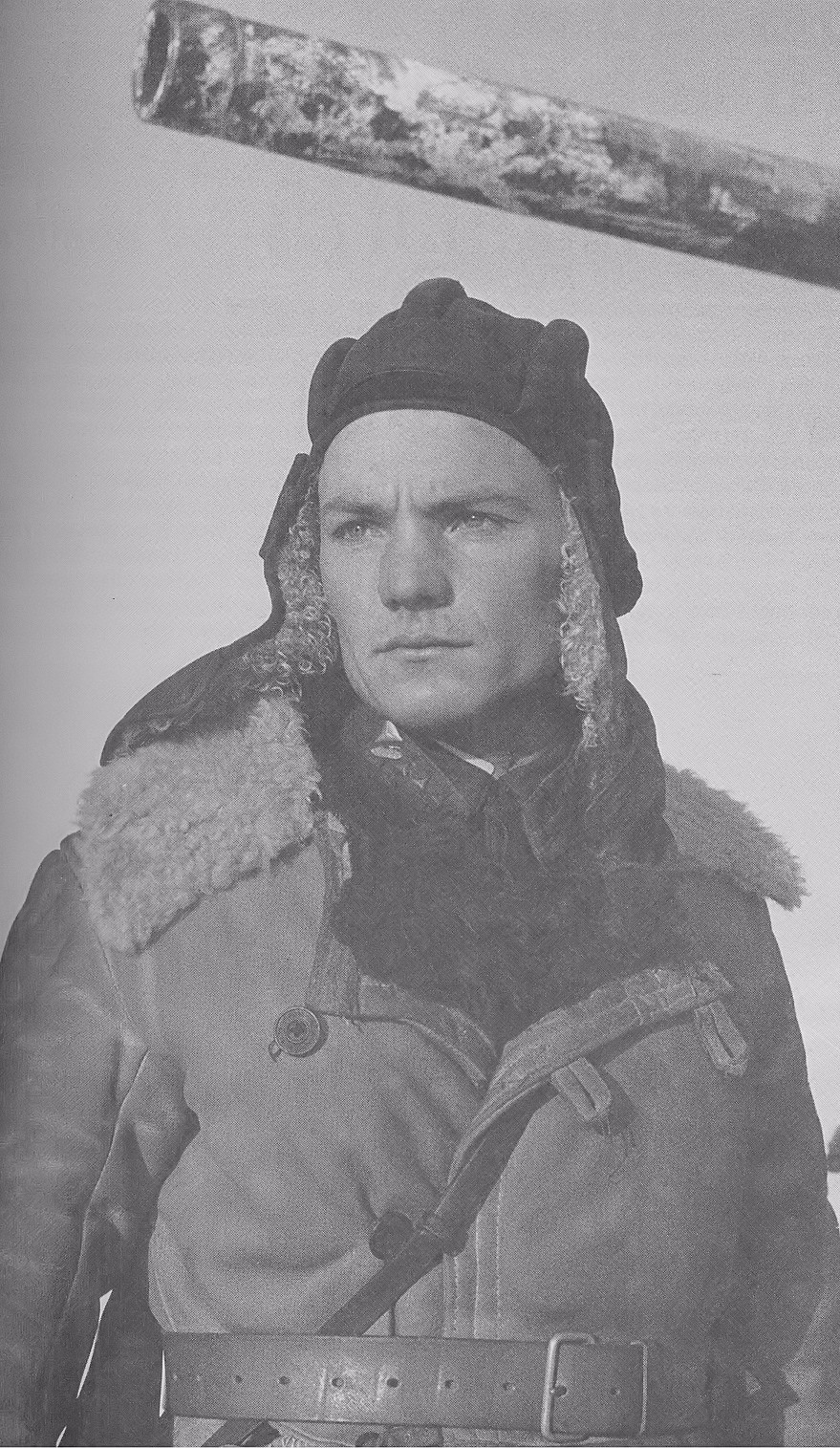
Герой Советского Союза И. Т. Любушкин в специальном вещевом имуществе зимнем шлемофоне и бекеше.
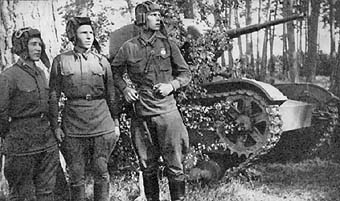
Экипаж танка Т-26 в шлемофонах.
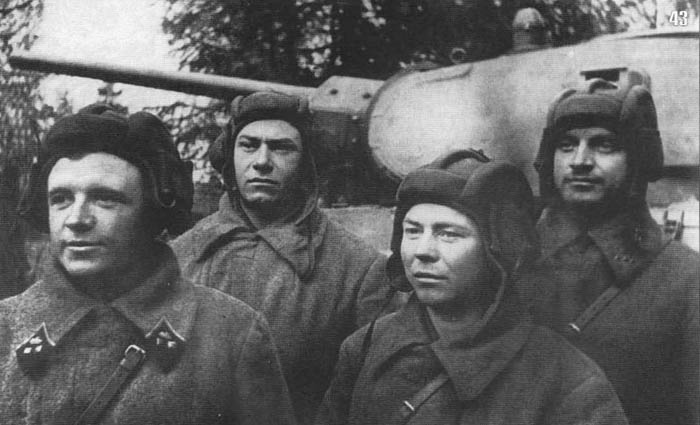
Танковый экипаж Д. Лавриненко (крайний слева). Октябрь 1941 год.
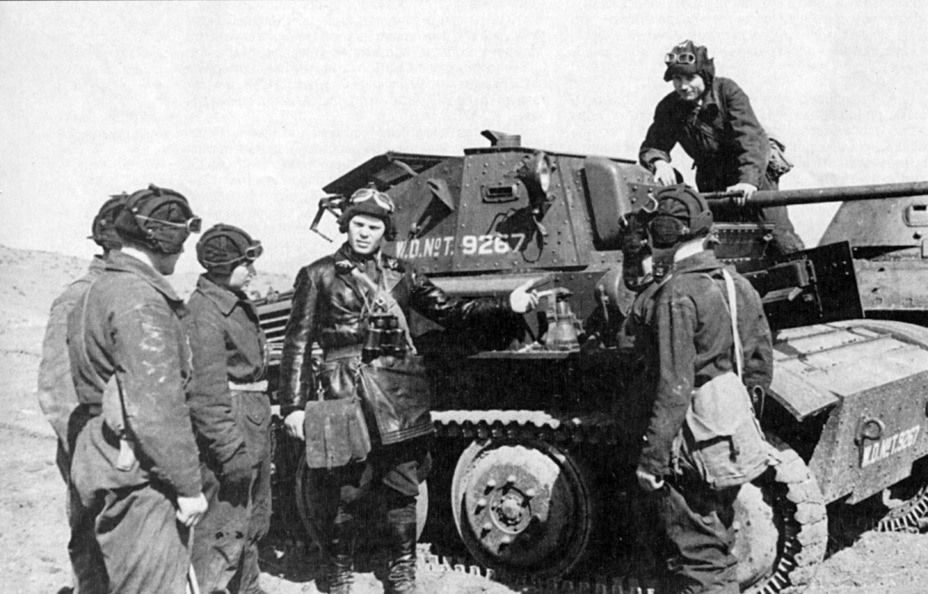
Группа танкистов у танка Tetrarch MkVII. 1942 год. Танкисты одеты в комбинезоны и шлемы довоенного образца; командир — в кожаную куртку с полным снаряжением поверх обмундирования.

### Танковые шлемофоны
Приказом Министра обороны СССР № 211, от 16 сентября 1974 года, регламентировалось снабжение и использование танковых шлемофонов в СА и ВМФ. Было определено, что танковыми шлемофонами обеспечивались члены экипажей и боевых расчётов:
- броневого и танкового вооружения и техники (БТВТ);
- специальных видов вооружения и техники, созданных на базе образцов БТВТ;
- подвижных средств ремонта и обслуживания БТВТ;
- торпедных и ракетных катеров Военно-Морского Флота;
- гусеничных транспортеров инженерных войск;
- других видов вооружения и военной техники, комплектование которых танковыми шлемофонами предусмотрено технической документацией, утверждаемой заказывающими управлениями Министерства обороны Союза ССР по согласованию с Управлением Начальника танковых войск.

Танковые шлемофоны входят в одиночные возимые комплекты запасных частей, инструмента и принадлежностей вооружения и военной техники и закрепляются за членами экипажей в личное пользование одновременно с вводом вооружения и военной техники в строй с внесением соответствующих записей в учётный документ на боевую машину. Сроки носки танковых шлемофонов в военных округах, в которых вооружения и военная техника комплектуется зимними и летними танковыми шлемофонами, устанавливаются:
- зимнего танкового шлемофона — 5 лет
- летнего танкового шлемофона — 4 года

В 1982 году срок эксплуатации ТШ был пересмотрен в сторону увеличения на один год.

## Специальная форма военнослужащих авиации
Специальное лётно-техническое обмундирование перешло из ВС СССР в ВС России, в дальнейшем несколько раз подвергалось некоторым изменениям.
В соответствии с Постановлением Правительства Российской Федерации от 22 июня 2006 года, № 390 «О вещевом обеспечении в федеральных органах исполнительной власти и федеральных государственных органах, в которых федеральным законом предусмотрена военная служба, в мирное время» лётному составу авиации, военнослужащим поисково-спасательной и парашютно-десантных служб России выдаются следующие предметы специального обмундирования и снаряжения по норме № 44:
- Куртка и брюки меховые нагольные (только истребительному составу авиации; в местностях с жарким климатом брюки меховые нагольные не выдаются);
- Куртка и брюки меховые с хлопчатобумажным верхом (в местности с жарким климатом брюки хлопчатобумажные на меху выдаются только летному составу дальней и военно-транспортной авиации);
- Куртка хлопчатобумажная на меху с запасным съёмным верхом (с увеличенным сроком носки);
- Защитный комплект демисезонного обмундирования «Форма-ДЛС»;
- Куртка кожаная;
- Белье нательное шерстяное (выдается только летному составу истребительной, бомбардировочной (ракетоносной), штурмовой и разведывательной авиации, а также летному составу авиации, проходящему военную службу на островах Северного Ледовитого океана);
- Защитный комплект летнего обмундирования «Форма-ЛС» (переходит в собственность военнослужащего);
- Унты меховые (только в местностях с холодным и особо холодным климатом);
- Сапоги кожаные на меху (только летному составу авиации, проходящему военную службу на островах Северного Ледовитого океана);
- Ботинки полетные;
- Ботинки полетные облегченные;
- Сандалеты (только техническому составу в составе лётных экипажей);
- Шлемофон кожаный зимний;
- Шлемофон кожаный летний или шлемофон облегченный с сеткой;
- Подшлемник хлопчатобумажный (переходят в собственность военнослужащего);
- Белье нательное шелковое (переходят в собственность военнослужащего);
- Перчатки кожаные на меху (переходят в собственность военнослужащего);
- Перчатки кожаные без подкладки (переходят в собственность военнослужащего);
- Перчатки кожаные на байке (только летному составу авиации, проходящему военную службу на островах Северного Ледовитого океана, переходят в собственность военнослужащего);
- Рукавицы на меху или рукавицы теплые (только летному составу авиации, проходящему военную службу на островах Северного Ледовитого океана, переходят в собственность военнослужащего);
- Носки меховые (переходят в собственность военнослужащего);
- Носки полушерстяные плюшевого переплетения или полушерстяные удлиненные (переходят в собственность военнослужащего);
- Носки шерстяные или полушерстяные (переходят в собственность военнослужащего);
- Халат хлопчатобумажный (переходит в собственность военнослужащего);
- Очки лётные (военнослужащим, получающим защитные шлемы, очки летные не выдаются).

Норма № 45 снабжения технической одеждой и обувью инженерно-технического состава авиации и курсантов авиационно-технических военных образовательных организаций:
- Куртка хлопчатобумажная на меху (может быть со съёмным верхом; для местностей с холодным и особо холодным климатом);
- Брюки хлопчатобумажные на меху (для местности с особо холодным климатом);
- Куртка хлопчатобумажная зимняя с меховым воротником (для местностей с жарким и умеренным климатом);
- Брюки хлопчатобумажные зимние;
- Защитный комплект демисезонного обмундирования «Форма-ДТС»;
- Куртка кожаная (только инженерно-техническому составу авиации, проходящему военную службу на островах Северного Ледовитого океана)
- Белье нательное шерстяное (только инженерно-техническому составу авиации, проходящему военную службу на островах Северного Ледовитого океана; переходит в собственность военнослужащего);
- Защитный комплект летнего обмундирования «Форма-ИТС» (переходит в собственность военнослужащего);
- Валенки (не выдаются инженерно-техническому составу авиации, проходящему военную службу на островах Северного Ледовитого океана);
- Галоши на валенки (только для л/с на аэродромах; не выдаются инженерно-техническому составу авиации, проходящему военную службу на островах Северного Ледовитого океана);
- Полусапоги кожаные утепленные и носки меховые (только для офицерского состава ИТС на аэродромах, переходят в собственность военнослужащего);
- Унты меховые (для местностей с особо холодным климатом);
- Сапоги кожаные на меху (только инженерно-техническому составу авиации, проходящему военную службу на островах Северного Ледовитого океана);
- Сандалеты (только для л/с на аэродромах, переходят в собственность военнослужащего);
- Шлем хлопчатобумажный летний (только для л/с на аэродромах, переходит в собственность военнослужащего);
- Шлем хлопчатобумажный зимний (только для л/с на аэродромах, переходит в собственность военнослужащего);
- Рукавицы на меху или рукавицы теплые (в жарком климате не выдаются, переходят в собственность военнослужащего);
- Перчатки хлопчатобумажные теплые (для жаркого климата; переходят в собственность военнослужащего);
- Перчатки кожаные на меху (кроме инженерно-технического состава авиации, проходящему военную службу на островах Северного Ледовитого океана);
- Перчатки кожаные на байке (переходят в собственность военнослужащего);
- Носки шерстяные или полушерстяные (переходят в собственность военнослужащего).

На всех видах лётно-технического обмундирования погоны и другие знаки различия не предусмотрены конструктивно. На куртках лётного состава левый карман предназначен для внутреннего ношения пистолета.
Примечание. Предметы обмундирования, разрешённые в собственность, после истечения срока носки сдаче на склад летно-технического обмундирования не подлежат.

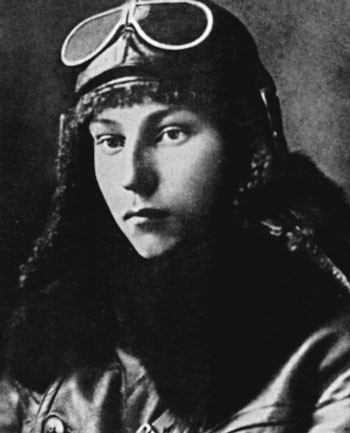
Лётчик А. И. Покрышкин, в 1940 году.
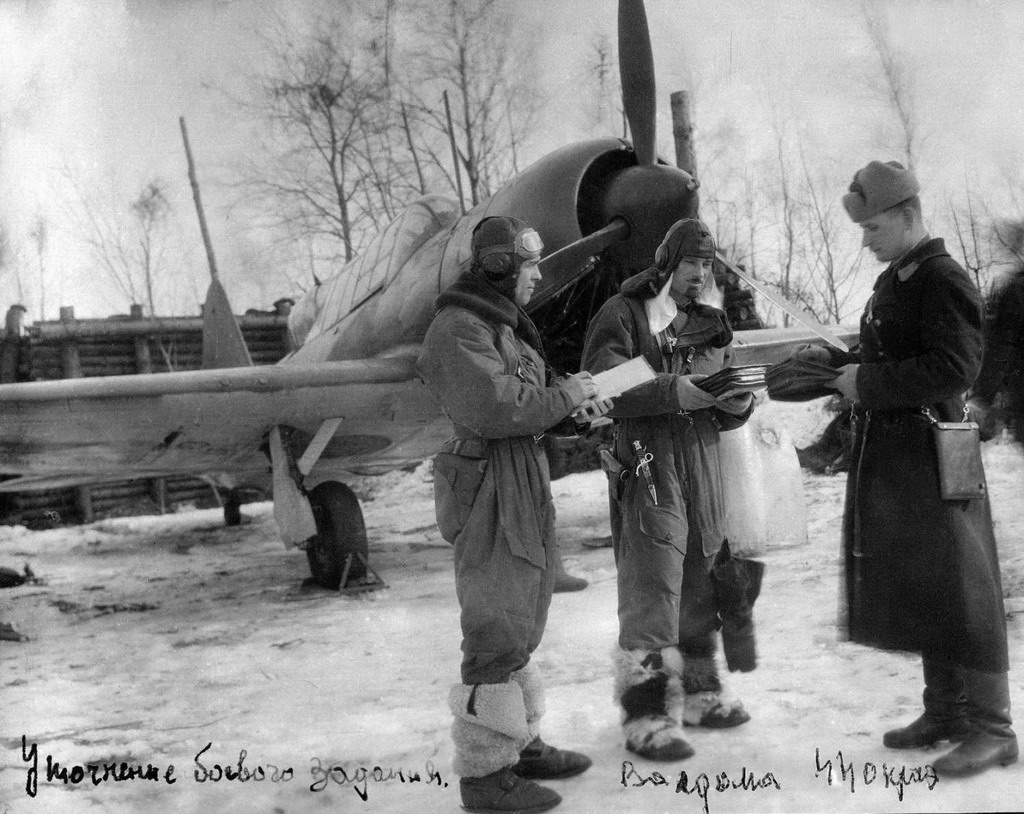
Советские лётчики в период Великой Отечественной войны (одеты и обуты в специальное вещевое имущество, комбинезоны и унты).
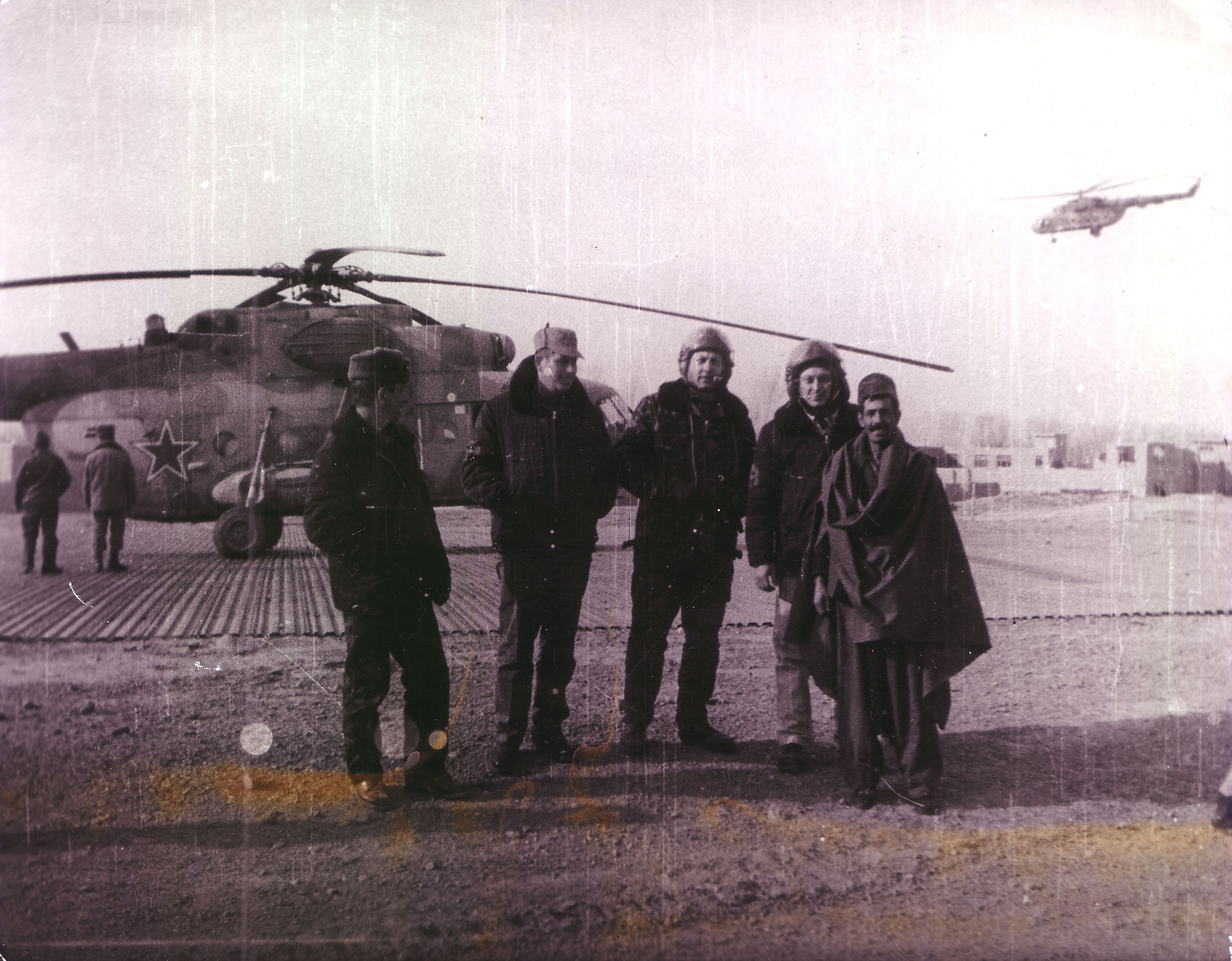
Военнослужащие ОКСВА, Взлётно-посадочная полоса Бараки-Бараки, весна 1987 года.

В 1974 году в Пятом управлении КГБ СССР была сформирована группа «А» — первое в СССР антитеррористическое формирование. Однако оказалось, что стандартная военная униформа не подходит для экипировки подразделения. Самым лучшим вариантом для личного состава подразделения оказалось носить лётно-техническое обмундирование советских ВВС того периода, и первое время личный состав носил синие костюмы и куртки.